# Арельяно, Мигель
Мигель Арельяно Морено (исп. Miguel Arellano Moreno; 2 марта 1941, Сакатекас — 10 мая 2021, Канкун, Кинтана-Роо) — мексиканский баскетболист. Участник летних Олимпийских игр 1964 и 1968 годов, серебряный призёр Панамериканских игр 1967 года, серебряный призёр Центральноамериканских и Карибских игр 1966 года, бронзовый призёр Центральноамериканских и Карибских игр 1962 года.

## Биография
Мигель Арельяно родился 2 марта 1941 года в мексиканском городе Сакатекас.
Играл в баскетбол за «Ола Верде» из Поса-Рика-де-Идальго, в составе которого трижды становился чемпионом Мексики в 1963—1965 годах.
В составе сборной Мексики дважды выигрывал медали баскетбольных турниров Центральноамериканских и Карибских игр: бронзовую в 1962 году в Кингстоне, серебряную в 1966 году в Сан-Хуане.
В 1964 году вошёл в состав сборной Мексики по баскетболу на летних Олимпийских играх в Токио, занявшей 12-е место. Провёл 2 матча, набрал 7 очков (4 в матче со сборной Финляндии, 3 — с Пуэрто-Рико).
В 1967 году завоевал серебряную медаль баскетбольного турнира Панамериканских игр в Виннипеге.
В том же году участвовал в чемпионате мира в Уругвае, где мексиканцы заняли 8-е место. Провёл 4 матча, набрал 11 очков.
В 1968 году вошёл в состав сборной Мексики по баскетболу на летних Олимпийских играх в Мехико, занявшей 5-е место. Провёл 8 матчей, набрал 5 очков (по 2 в матчах со сборными Марокко и Польши, 1 — с Испанией).
Умер 10 мая 2021 года в мексиканском городе Канкун от рака.